# Cătălin Straton
Cătălin George Straton (n. 9 octombrie 1989, București, România) este un fotbalist român, care joacă pe post de portar la Argeș în Liga a II-a. Pe plan internațional, are prezențe la națională pentru România Sub-21.
A debutat în Liga I în meciul Rapid – FC Politehnica Iași (4-1).
În iunie 2022, a semnat o înțelegere pe două sezoane, cu drept de prelungire pe încă unul cu FC Argeș.